# Вангчук Дордже
Раждането на Деветия Кармапа Вангчук Дордже (1555 – 1603) пасва с детайлите от предсказанието, което Микьо Дордже прави още двадесет и осем годишен. Според писанията след раждането си той три пъти изтрива лицето си и обявява „Аз съм Кармапа“ и впоследствие бързо е разпознат. Момчето безпогрешно разпознава ритуалните принадлежности на своите предшествници и интронизирано в Цурпху. Приблизително по това време пристигат и официални документи от правителството в Лхаса, утвърждаващи Вангчуг Дордже като Девети Кармапа. Това е важен знак, показващ че властите добе разбират силата и влиянието му. По това време по волята им или не почти всички линии на Тибетския Будизъм били въвлечени в политиката. За Карма Кагю и следващите трима Кармапи това бил период на големи трудности. За да пробуди хората и да им припомни началото на Дхарма в Тибет Кармапа възстановява храмовете на ранните будиски крале Сонгцен Гампо и Трисонг Децен, а също разбира се обновява и много манастири на Кагю.
Освен дховен лидер Вангчук Дордже е и посредник в уреждането на трудни конфликти. Когато бива поканен от краля на Сиким, освен с уреждането на броженията Кармапа се заема и с основаването на три манастира. Един от тях е Румтек, който в днешно време заради Китайската окупация на Тибет е официалната резиденция на Кармапа.
Подобно на своите предшественици Кармапа пътува и преподава много активно, обкръжен от множество спътници. Всеки от свитата на Вангчуг Дордже бил интензивно зает с индивидуалната си практика и това било важно условие изобщо да се срещнеш с Кармапа. Пътуват много из кралствата У, Цанг и Ринпунг. Стигат и до двора на монголския владетел Хорту.
Вангчук Дордже не е толкова плодовит колкото предшественика си, но оставя два текста, които и днес са в интензивна употреба. Единият е „Океан от увереност“ и представлява основополагащите практики (тиб. Ньондро) на Махамудра. Другата се нарича „Отстраняване на мрака на невежеството“.
Един от бележитите ученици на Деветия Кармапа е Таранатха, учен и преводач от школата Джонанг и всъщност той му дава пълната приемственост на Кагю. Основните ученици на Вангчук Дордже са Шамар Чьокий Вангчук, Лоцава Таранатха, Ситу Чьокий Гялцен, Паво Цуклак Гяцо, Чьокий Ринчен Намгял от Дригунг Кагю и Чьокий Кунга Таши от Таглунг Кагю. В своето предсмъртно писмо Кармапа дава указание, че следващия път ще се прероди в провинция Кхам.